# Хворки-1
Хво́рки-1 или Хво́рки — деревня в Гдовском районе Псковской области России. Входит в состав Плесновской волости. Население по переписи 2021 года — 1 житель.

## География
Расположена в северной части области, на востоке района, в зоне хвойно-широколиственных лесов,  в прибрежье реки Осоченка, притока Чёрной, в 35 км к востоку от Гдова и в 9 км к юго-востоку от волостного центра — деревни Плесна.

### Климат
Климат характеризуется как умеренно континентальный, с относительно коротким тёплым летом и продолжительной, как правило, снежной зимой. Средняя многолетняя температура самого холодного месяца (января) составляет −8 °С, температура самого тёплого (июля) — +17,4 °С. Среднегодовое количество осадков — 684 мм.

## История
Деревня была основана в начале XX века эстонскими переселенцами. Перед началом Великой Отечественной войны деревня называлась Эдази, в ней был 21 двор.
В состав деревни Хворки-1 входит бывшая деревня Хворки II (именуемая также лесопункт Хворецкий и основанная после войны, включена в деревню Хворки-1 17 ноября 1983 года), расположенная в 1,5 км к востоку от основной части деревни (в которой осталось лишь 2 частных дома).

## Население
| 2001 | 2002 | 2010 | 2021 |
| ---- | ---- | ---- | ---- |
| 8    | ↗11  | ↘0   | ↗1   |

Национальный состав
По переписи 2002 года в национальной структуре населения русские составляли 8 человек (73 %), эстонцы — 3 человека (27 %). По переписи 2021 года население деревни составлял 1 житель (русский).

## Инфраструктура
Индивидуальная застройка усадебного типа.

## Транспорт
Лесная дорога.